# Pascal Potié
Pascal Potié (nascido em 15 de março de 1964) foi um ciclista francês que competiu nos Jogos Olímpicos de Verão de 1984, 1988 e 1992, terminando na sexta, quarta e décima primeira posição, respectivamente.